# Kishi Nobusuke
Det här är en artikel om en person med japanskt personnamn; Kishi är familjenamnet.
Kishi Nobusuke (japanska: 岸信介?), född 13 november 1896, död 13 november 1987, var en japansk konservativ politiker. Han var Japans premiärminister 1957–1960.
Kishi Nobusuke var morfar till premiärministern Shinzo Abe.

## Biografi
Kishi lämnade sin födelsefamilj i ung ålder och adopterades av den rika Kishi-familjen. Hans yngre biologiske bror Sato Eisaku blev senare japansk premiärminister och tog emot Nobels fredspris 1974 tillsammans med Seán MacBride.
Kishi studerade först vid Tokyos kejserliga universitet och fick senare en post i handels- och industridepartementet 1920. 1935 blev han huvudansvarig för den industriella utvecklingen av den japanska lydstaten Manchukuo, då misstänkts för att ha använt kinesiskt tvångsarbete. 1941 utnämndes han till närings- och industriminister i Tojo Hidekis ministär och följande år valdes han in i Japans underhus. Efter Japans nederlag i andra världskriget arresterades han som misstänkt för krigsförbrytelser i "A-klassen", men släpptes 1948 och ställdes aldrig inför rätta vid Tokyoprocessen. Kishi återvände till den politiska arenan när USA:s ockupation av Japan upphörde 1952.
Kishi spelade en avgörande roll i bildandet av Liberaldemokratiska partiet 1955 och var ledande i den konservativa falang av partiet som ville revidera Japans konstitution för att höja kejsarens ställning och återta Japans rätt att föra krig.
1957 utnämndes han till premiärminister. Under Kishis statsministerperiod slöt sig Japan till FN:s säkerhetsråd, betalade krigsersättning till Indonesien, upprättade ett kommersiellt handelsavtal med Australien och Japan undertecknade fredsavtal med Tjeckoslovakien och Polen. 1959 besökte Kishi Buenos Aires i Argentina. Han blev särskilt känd när han genomdrev det japansk-amerikanska säkerhetsfördraget 1960 trots starka folkliga protester, vilket ledde till hans avgång samma år.

## Fotnot
1. ↑  I denna artikel används japansk namnföljd. Sålunda skrivs släktnamnet först och det givna namnet sist.